# ギルマン (コロラド州)
ギルマン（英語: Gilman）は、アメリカ合衆国コロラド州イーグル郡南東に所在する町（鉱山町）。現在は閉山に伴い無人化し、ゴーストタウンとなっている。ギルマン郵便局は、1886年11月3日から1986年4月22日まで営業していた。営業中に使用されていたZIPコード（郵便番号）81645は、現在はミンターンのZIPコードとして使用されている。
ギルマンは、コロラド・シルバー・ブルームの最中にある1886年に設立され、その後は、イーグル鉱山を中心に、コロラド州における鉛と亜鉛採掘の中心地となった。しかし、鉱山の採算性の低下に加えて、地下水の汚染を含む周辺環境への有毒物質の流出を理由とするアメリカ合衆国環境保護庁の命令が引き金となり1984年に鉱山は閉山し、ギルマンは放棄された。現在ではゴーストタウンとなっているが、土地自体は私有地となっており、関係者以外は立入禁止となっている。ギルマンが放棄された当時に鉱山を所有し、運営していたのは、ガルフ・アンド・ウェスタン・インダストリーズであった。
2007年、ジン・カンパニー（英語: Ginn Company）は、バトル山を横断する私有地を本拠地とする民営のスキーリゾートの建設計画を立案した。この計画の中には、ギルマンの町域の再開発も含まれていた。2008年2月27日、ミンターンの町議会は、この4,300エーカー（6.7sq mi、17km2）の広さを誇るジン・リゾートの1,700人規模が居住可能なバトル山のスキー・ゴルフリゾート建設による再開発案に全会一致で賛成した。この計画では、ギルマンの集落のほとんどが再開発の対象となっていた。2008年5月20日、ミンターンの町で住民投票が実施され、総投票数の87%がこのリゾート開発に賛成した。2009年9月9日、ジン・カンパニーは、このバトル山一帯の開発計画を白紙に戻した。ジン・カンパニーに最初に資金提供していたクレイヴ・リアル・エステート・ヴェンチャーズが、これらの不動産の日常管理業務を引き継いだ。

## 詳細

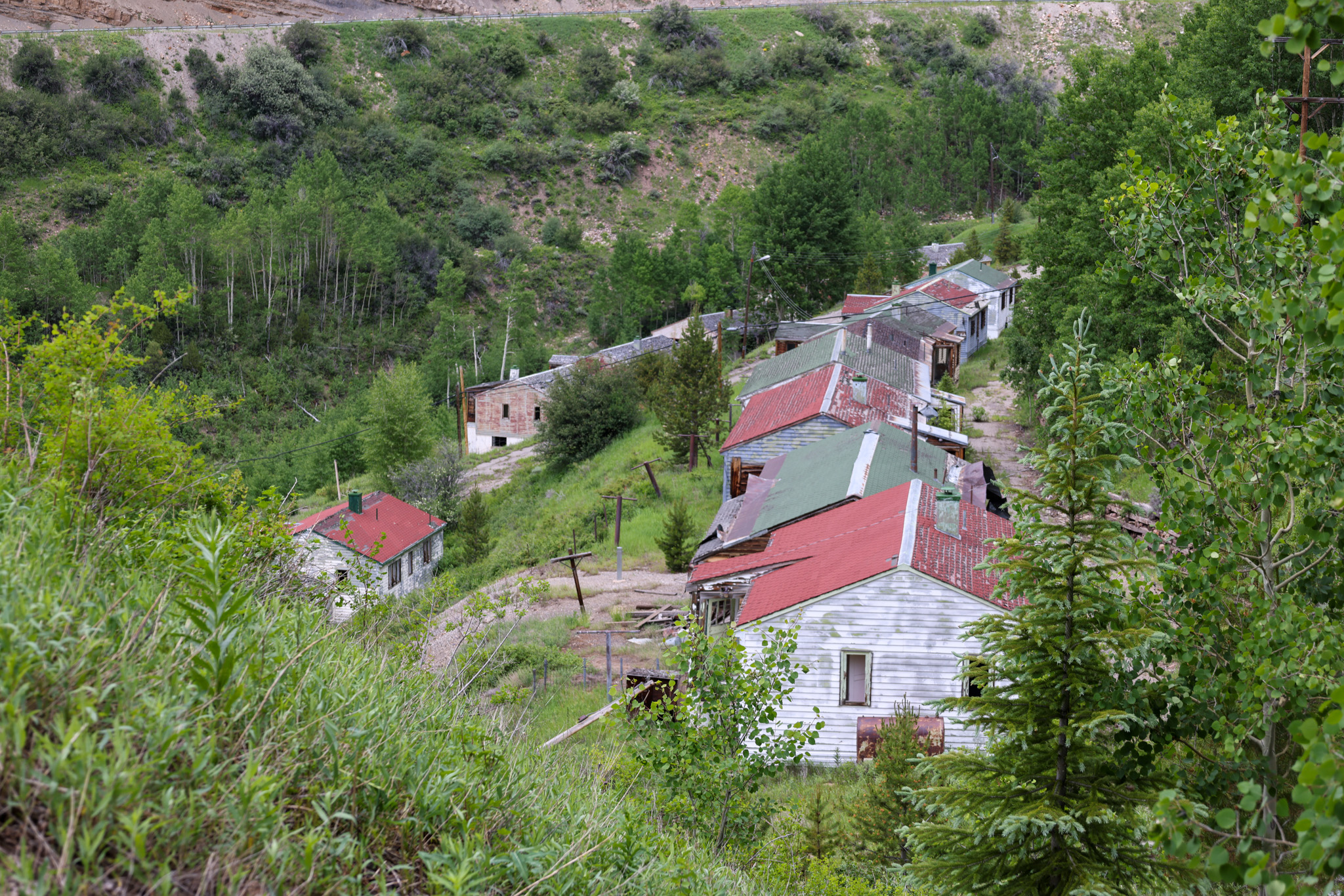
2023年のギルマン。放棄された住居を外側から写す

ギルマンの集落は、バトル山の山腹、イーグル川によって作られた高さ600フィート（180m）の急崖の上、標高8,950フィート（2,730m）の箇所にある。ミンターンの南東に位置し、国道24号が通るテネシー峠の北にある。ギルマンの集落はこの国道のカーブに沿う様々な場所から見ることができる。最も新しい住居は、廃鉱山に近い山の山腹の急勾配に建設されている。

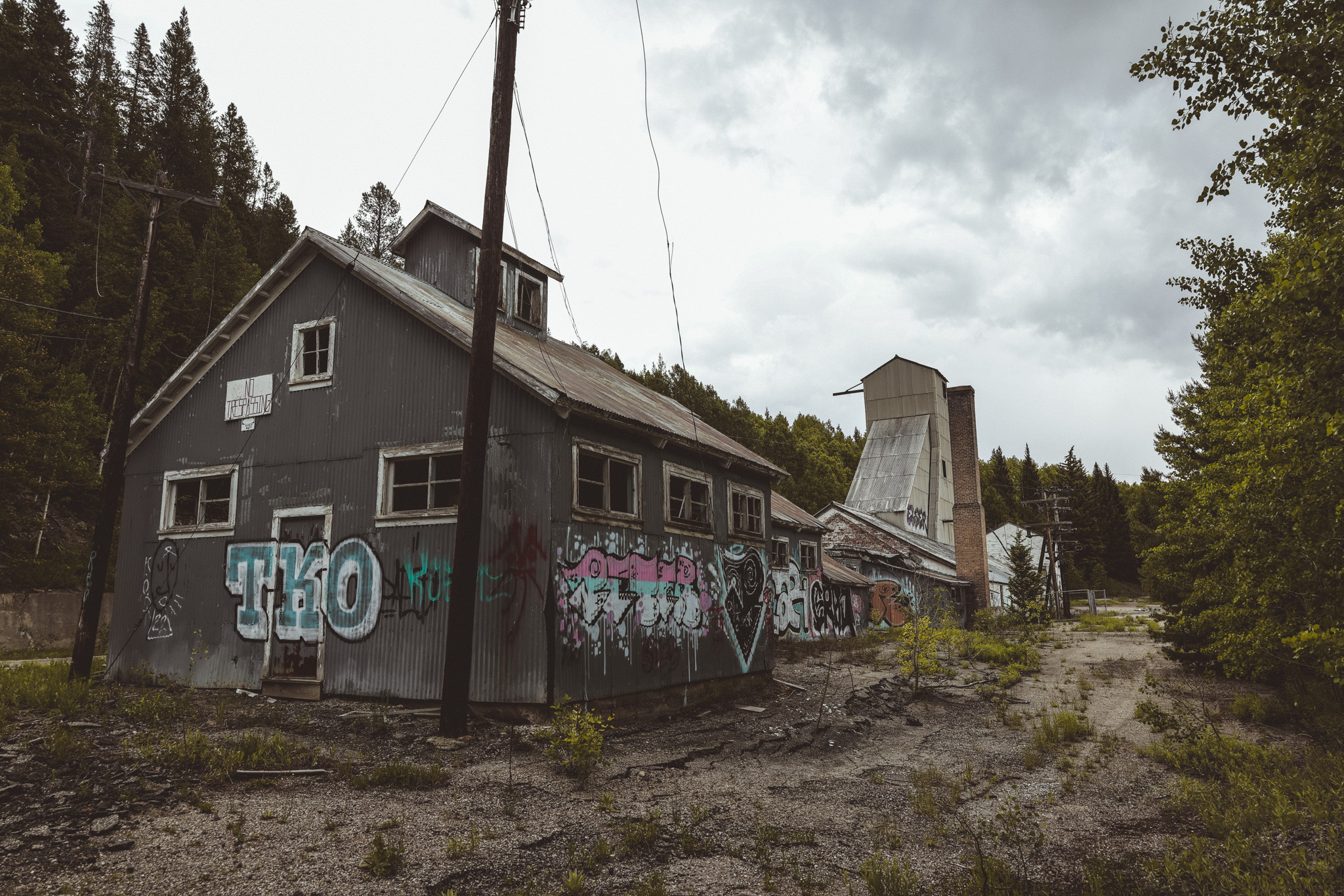
鉱山敷地の外から撮影した風景。右奥に竪坑エレベーターが写っている

この鉱山地区は、イーグル郡の中で最も裕福で、最も成功した地区となった。鉱山では、3種類の異なる硫化物交換鉱床から産出された。「サワッチ珪岩の中に薄く広がる鉱床」、「リードヴィル石灰岩の中に強く引き伸ばされた鉱床」、「様々な組成の鉱物中の縦の裂け目や縦型の空洞に形成された鉱床」に分けられる。鉱石から産する鉱物を豊富な物から降順に並べると、閃亜鉛鉱、黄銅鉱、方鉛鉱となる。鉱石から産される鉱物にはならなかったが、黄鉄鉱や菱鉄鉱もまた鉱石を構成する成分として豊富に含まれていた
。

## 歴史
バトル山周辺では、1879年から複数の鉱山開発が開始された。この1879年という年は、コロラド・シルバー・ブルームの初めの年である。ギルマンの町とその周辺の鉱山開発は、レッド・クリフ周辺からやってきた探鉱者であり、裁判官、相場師でもあったジョン・クリントンによって1880年代に進められた。1887年に、グラウンド・ホグ鉱山の2つの縦型割目に広がる金鉱床と銀鉱床が発見された。このグラウンド・ホグ鉱山は、1920年代まで金と銀を産した。
1880年代、クリントンはこの周辺で多くの鉱山開発権を取得した。その中には、鉱物の形成によって出来上がった数多の大きな洞窟が特徴の利益を見込むことができるアイアン・マスクも含まれていた。クリントンは、この地域で町を開き、鉱山町の開発を行うことで、鉱山開発の労働環境改善も図った。クリントンが、鉱山労働者をこの地域で生活可能なように開発した町は、当初彼の名前から名付けられていた。彼は、この地域で初等学校の校舎を寄付し、最初の寄宿舎を建設した。デンバー・アンド・リオグランデ・ウェスタン鉄道が1882年に崖の下に位置するベルデンの鉱山基地に達した。1899年までに、町の人口は約300人になり、ギルマン・エンタープライズ（英語: Gilman Enterprise）と題された新聞も発行されるようになった。
主要な硫化鉱床の最深部に達した頃、鉱山動労者は、鉱物には精錬業者が購入を拒否するほど多量の亜鉛が含まれていることを発見した。焙焼炉と磁力選鉱設備が1905年に導入され、亜鉛が選別されることとになり、この含亜鉛の問題は一転して有益なものとなった。この鉱山運営の主軸は、亜鉛の産出に徐々に移行したものの、1930年の時点でイーグル鉱山は州内で最大の銀鉱山でもあった。
ニュー・ジャージー・ジンク・カンパニーは、1912年にギルマンに進出し、この年のうちに主な鉱山と町域全体の買収を完了した。亜鉛は1931年まで経済的な頼みの綱であったが、亜鉛の安値が原因で、会社側はこの年をもって銀・銅鉱石の採掘に主軸を移すこととなった。亜鉛の産出は1941年に再開され、鉱山が閉山する1980年代までこの鉱山の主要産出物であり続けた。
この町の人口は1960年代の時点で数百人であった。この時、町には病院や食料品店、ボウリング場があった。この町では、1950年代に何度かの労働争議が発生しており、これには州外企業による所有が部分的に煽った面もあった。1970年までに、この鉱山では1,000万トンの鉱石が採掘され、393,000トロイオンス（12,200kg）の金、6,600万トロイオンス（210万kg）の銀、105,000トンの銅、148,000トンの鉛、そして858,000トンの亜鉛を産出した。
閉山とそれによる町の放棄の後、235エーカー（0.95km2）の土地には、800万トンの鉱滓が残置されており、1986年にアメリカ合衆国環境保護庁により、スーパーファンドサイトに指定され、併せてアメリカ合衆国の優先リストに記載された。

## 現在の状態
残された集落はヴァンダリズムの被害を受けており、特に町のメインストリートは酷い落書き被害を受けている。この町では、20年に上るヴァンダリズムによって、町のほぼ全てのガラス構造物が破壊されたことで、無事な窓はほとんどない。
しかしながら、この町の主要な場所は、ほとんど鉱山が閉山した時のままである。主要な竪坑エレベーターにはまだ鉱石運搬車が据えられたままであり、エレベーター籠は最上段で固定され続けている。幾つかの貨車や運搬車は、それらの所有者が居なくなった後もガレージに残されたままである。
この規模、現代性、そして保存状態の良さのため、この町は、多くの歴史家や探検家、写真家の興味の対象となっている。